# Karl Bartosch
Karl Bartosch, eigentlich Carl Joseph Bartosch (* 12. Dezember 1880 in Altona; † 1. Mai 1936 in Neustrelitz) war ein deutscher Beamter und SPD-Politiker.

## Leben
Karl Bartosch erlernte nach dem Besuch der Volksschule einen Handwerksberuf. Am Ersten Weltkrieg nahm er als Soldat teil. Während der Novemberrevolution 1918 wurde er Vorsitzender des Arbeiter- und Soldatenrates in Neubrandenburg. Ab Mai 1919 leitete er die Landeszentrale der Soldatenräte in Mecklenburg-Strelitz.
Er gehörte 1918 der Verfassungsgebenden Versammlung und von 1919 bis 1933 dem Landtag des Freistaates Mecklenburg-Strelitz an. 1919 war er kurzzeitig Landtagspräsident, dann noch einmal von 1930 bis 1931. In den Jahren 1919 bis 1923 war er stellvertretender, anschließend bis 1930 sowie 1932 bis 1933 Fraktionsvorsitzender der SPD.
Karl Bartosch arbeitete ab Oktober 1920 als Ministerialreferent im Innenministerium, wo er auch der Unterabteilung für Arbeiterangelegenheiten vorstand. 1928 wurde er zum Regierungsrat ernannt und war bis 1932 Vorsteher der Abteilung für Sozialpolitik.
Nach der Machtübernahme durch die NSDAP wurde Bartosch im KZ Sachsenhausen inhaftiert. 1934 kehrte er gesundheitlich schwer angeschlagen nach Neustrelitz zurück und starb dort 1936.